# 圣吉兰
圣吉兰（法語：Saint-Ghislain，法語發音：[sɛ̃ ɡilɛ̃] ⓘ）是比利时瓦隆大区埃諾省蒙斯區的一座城市，通行法语，是比利时法语社群的一部分，面积70.18平方千米，人口23,335人（2018年1月1日）。